# Risley (Derbyshire)
Risley – wieś w Anglii, w hrabstwie Derbyshire, w dystrykcie Erewash. Leży 11 km na wschód od miasta Derby i 177 km na północny zachód od Londynu.